# Chris McKenna
Christopher L. "Chris" McKenna (n. 18 de octubre de 1977) es un actor estadounidense conocido por haber interpretado a Joseph Buchanan en la serie One Life to Live y a Mark Harding en la serie The Young and the Restless.

## Carrera
En 1990 se unió al elenco de la serie One Life to Live donde interpretó al reverendo Joseph Frances "Joey" Buchanan, el hijo de Victoria Lord (Erika Slezak) y de Joe Riley (Lee Patterson) hasta 1993. Posteriormente el papel de Joey fue interpretado por diversos actores entre ellos Nathan Fillion de 1994 a 1997 y nuevamente en el 2007, por Don Jeffcoat de 1997 al 2001, por Bruce Michael Hall del 2003 al 2004 y por el actor Tom Degnan del 2010 hasta el 2011.
En el 2000 obtuvo el papel principal de Guy Macaulay en el piloto de la serie The Contender.
En octubre del mismo año interpretó a Greg, un universitario que quiere unirse a la fraternidad de Phi lota Gamma en el episodio "Legacy" de la serie Touched by an Angel. Previamente había aparecido por primera vez en 1998 donde interpretó a David Herold durante el episodio "Beautiful Dreamer".
En 2011 se unió al elenco recurrente de la cuarta temporada de la serie 90210 donde interpretó al inversionista Patrick Westhill, con el que Annie Wilson (Shenae Grimes) tiene una relación, hasta el 2013. Ese mismo año apareció en la serie Rizzoli & Isles donde interpretó al maestro Jim Tolliver.
En el 2012 apareció como invitado en la serie House M.D. donde interpretó a Simon Lawson, el esposo de la doctora Elizabeth Lawson (Jessica Collins) y padre de la estudiante Emily Lawson (Rachel Eggleston).
Entre el 2013 y el 2014 apareció como el padre en el comercial "Katy Perry Concert Tickets" junto a Emily Robinson, Jamison Reeves y Katy Perry. También apareció en los comerciales "Suddenly You're a Mouth Breather" junto a Gillian Vigman, en "Sound Sleeper or Mouth Breather" junto a Vigman y Ricardo Chacon, como el padre en "Happy Honda Days on Skis with Michael Bolton" junto a Armand Vasquez, Aiden Lovekamp, Amy Cale Peterson, Austin Nash Chase, Michael Bolton y Todd Schneider para la compañía American Honda Motor. También apareció en el comercial "Citibank ThankYou Rewards Card".
El 17 de febrero de 2014 se unió al elenco recurrente de la serie The Young and the Restless donde interpretó al detective Mark Harding, hasta el 24 de agosto de 2015.
Ese mismo año se unió al elenco recurrente de la serie State of Affairs donde interpretó al agente Nick Vera, hasta el 2015.
En el 2015 apareció en la serie Criminal Minds donde dio vida al congresista Benjamin "Benji" Troy, cuya esposa es secuestrada luego de que su propia madre Dinah Troy (Tess Harper) orquestara el crimen en el episodio "Rock Creek Park".
En 2016 apareció en la serie Grimm donde dio vida al teniente de la policía Grossante, hasta el 2017. El 3 de marzo del mismo año apareció como invitado en la serie The Bold and the Beautiful donde interpretó al doctor Hayden, el terapeuta de Katie Spencer (Heather Tom).
También apareció en la serie NCIS: New Orleans donde interpretó al oficial David Tate durante el episodio "Father's Day".

## Filmografía

### Series de televisión
| Año         | Título                          | Personaje            | Notas                                                         |
| ----------- | ------------------------------- | -------------------- | ------------------------------------------------------------- |
| 2017        | Frequency                       | Gordon Haas Sr.      | 3 episodios                                                   |
| 2016 - 2017 | Grimm                           | Lt. Grossante        | 2 episodios                                                   |
| 2016        | Mom                             | Derek                | episodio "High-Tops and Brown Jacket"                         |
| 2016        | The Bold and the Beautiful      | Dr. Hayden           | episodio # 1.7282                                             |
| 2016        | NCIS: New Orleans               | David Tate           | episodio "Father's Day"                                       |
| 2015        | 20 Seconds to Live              | Padre                | episodio "Christmas Morning"                                  |
| 2015        | Criminal Minds                  | Benjamin Troy        | episodio "Rock Creek Park"                                    |
| 2014 - 2015 | The Young and the Restless      | Det. Mark Harding    | 36 episodios                                                  |
| 2014 - 2015 | State of Affairs                | Nick Vera            | 13 episodios                                                  |
| 2014        | The Exes                        | Ed Stevens           | episodio "Bachelor Party"                                     |
| 2011, 2013  | 90210                           | Patrick Westhill     | 7 episodios                                                   |
| 2012        | Castle                          | Simon Westport       | episodio "The Final Frontier"                                 |
| 2012        | House M.D.                      | Simon Lawson         | episodio "The C Word"                                         |
| 2011        | Harry's Law                     | Jeremy Preston       | episodio "Hosanna Roseanna"                                   |
| 2011        | Rizzoli & Isles                 | Jim Tolliver         | episodio "iving Proof"                                        |
| 2010        | NCIS: Los Angeles               | Agente de la CIA     | episodio "Deliverance"                                        |
| 2010        | Undercovers                     | Col. Joseph Korman   | episodio "Crashed"                                            |
| 2010        | Private Practice                | Colin Bowman         | episodio "Best Laid Plans"                                    |
| 2002        | The District                    | Greg                 | episodio "The Second Man"                                     |
| 2001 - 2002 | That's Life                     | Rick Daniel          | 2 episodios                                                   |
| 2001        | The Practice                    | Benjamin Smith       | episodio "Home of the Brave"                                  |
| 2000        | Opposite Sex                    | Rob Perry            | 4 episodios                                                   |
| 1998        | Touched by an Angel             | David Herold         | episodio "Beautiful Dreamer"                                  |
| 1998        | That '70s Show                  | Destroy              | episodio "The Keg"                                            |
| 1998        | Unhappily Ever After            | Mike Baxter          | episodio "Triple Play"                                        |
| 1998        | Nick Freno: Licensed Teacher    | Rodney               | episodio "Foul Play"                                          |
| 1990 - 1993 | One Life to Live                | Rev. Joseph Buchanan | 25 episodios                                                  |
| 1992        | Lifestories: Families in Crisis | Michael Darling      | episodio "Gunplay: The Last Day in the Life of Brian Darling" |

### Películas
| Año  | Título                   | Personaje          | Notas |
| ---- | ------------------------ | ------------------ | --- |
| 2023 | Suitable Flesh           | Crawley            | [ 14 ]                                                                                                   |
| 2014 | Runaway                  | Det. Jason Lansing | junto a Sherry Stringfield, Robin Thomas, Jenna Boyd, Robert Neary y Kate Miller                         |
| 1991 | The Boy Who Cried B itch | Ross               | junto a Harley Cross, Karen Young, Jesse Bradford, J.D. Daniels, Adrien Brody, Jason Biggs y Moira Kelly |

### Director y productor
| Año  | Título                           | Notas                                  |
| ---- | -------------------------------- | -------------------------------------- |
| 2015 | Rare and Off Putting Afflictions | corto - director y productor ejecutivo |

### Teatro
| Año  | Obra                       | Personaje        | Director      | Teatro               | Notas                        |
| ---- | -------------------------- | ---------------- | ------------- | -------------------- | ---------------------------- |
| 2014 | Taste                      | Vic              | Stuart Gordon | Sacred Fools Theatre | junto a Donal Thoms-Cappello |
| 2011 | Re-Animator: The Musical   | Dan Cain         | Stuart Gordon | Steve Allen Theatre  | -                            |
| 2009 | The Receptionist           | Martin Dart      | -             | Odyssey Theatre      | -                            |
| 2009 | Mauritius                  | Dennis           | -             | -                    | -                            |
| 2008 | Don't Talk To The Actors   | Jerry Przpezniak | -             | -                    | -                            |
| 2005 | You Can't Take It with You | Tony Kirby       | -             | Brentwood Theatre    | -                            |

## Premios y nominaciones
| Año  | Categoría                            | Premio                  | Trabajo          | Resultado |
| ---- | ------------------------------------ | ----------------------- | ---------------- | --------- |
| 1994 | Best Youth Actor a in a Soap Opera   | Young Artist Award      | One Life to Live | Nominado  |
| 1993 | Outstanding Child Actor              | Soap Opera Digest Award | One Life to Live | Nominado  |
| 1993 | Best Young Actor in a Daytime Series | Young Artist Award      | One Life to Live | Nominado  |